# حصان (وحدة قدرة)
الحصان هو اسم لعدة وحدات غير قياسية لحساب القدرة. نادراً ما تستخدم وحدة الحصان في السياق العلمي وذلك بسبب تعدد تعريفاتها ولوجود وحدة الواط القياسية. ومع ذلك فإن وحدة الحصان ما زالت مستخدمة في العديد من الصناعات لأسباب تاريخية خصوصاً في قياس القدرة القصوى لماكينات الاحتراق الداخلي للسيارات والشاحنات والحافلات والسفن.
التعريفات الموجودة بالجدول أدناه هي التعريفات ذات الاستخدام الشائع لوحدة الحصان:

واحد حصان متري وهناك حاجة لرفع 75 كجم(متوسط. وزن الجسم من شخص) بنسبة 1 متر(3.28 قدم) في 1 ثانية ..

| وحدة الحصان الميكانيكية  | = 745.69987158227022 واط |
| وحدة الحصان المترية      | = 735.49875 واط          |
| وحدة الحصان الكهربائية   | = 746 واط                |
| وحدة الحصان للغلايات     | = 9809.5 واط             |
| وحدة الحصان الهيدروليكية | = 745.69987158227022 واط |
| وحدة الحصان الهوائية     | = 745.69987158227022 واط |

## قدرة السيارة
إذا كانت قدرة السيارة 50 حصان ، تكون قدرتها بالكليوواط 37 .
هذه سيارة ذات 4 أسطوانات، وتستهلك في المتوسط 7و7 لتر بنزين/100 كيلومتر
وتنتج 175 جرام ثاني أكسيد الكربون / كيلومتر .

## سيارة ديزل
قدرة السيارة 258 حصان  وهذه القدرة تعادل 190 كيلوواط
هذه سيارة ذات 6 أسطوانات، وتستهلك في المتوسط 8و6 لتر ديزل/100 كيلومتر
وتنتج 179 جرام ثاني أكسيد الكربون / كيلومتر .
ملحوظة: التحويل بين الوحدات لا يعتمد على عدد أسطوانات السيارة ولا على إذا كان الوقود بنزينا أو ديزلا. وكما نجد في القائمة أعلاه فالحصان الميكانيكي = 0,74 كيلوواط

## اقرأ أيضا
- سيارة
- سيارة كهربائية
- محرك احتراق داخلي